# Országos Igazságszolgáltatási Tanács
Az Országos Igazságszolgáltatási Tanács (OIT) a bíróságok központi igazgatását végző, továbbá az ítélőtáblák és megyei bíróságok elnökeinek tevékenységét felügyelő testület. Megalakítása előtt a bíróságok igazgatása az igazságügyi miniszterhez tartozott.
1997. december elsején kezdte meg működését. A második Orbán-kormány által átalakított bírósági rendszerben soron kívül lejárt a 2009-ben megválasztott 15 fős OIT elvileg 2015-ig tartó mandátuma, 2012. január 1-jétől az Országos Igazságszolgáltatási Tanács ellenőrző szerepét a 15 fős Országos Bírói Tanács, igazgatási feladatait pedig az Országos Bírósági Hivatal vette át.

## Tagjai
Elnöke a Legfelsőbb Bíróság elnöke volt, illetve további 14 tagja is volt:
- a legfőbb ügyész,
- az igazságügyi és rendészeti miniszter,
- a Magyar Ügyvédi Kamara elnöke,
- két országgyűlési bizottsági tag,
- kilenc bíró (őket 6 évre a bírák küldöttértekezlete választja).

A tanács póttagjai bírák, általában bírósági elnökök vagy kollégiumvezetők voltak.

### Utolsó tagjai
- Dr. Baka András (elnök)
- Dr. Bánáti János
- Dr. Bárándy Gergely
- Dr. Fazekas Sándor
- Dr. Forgács Imre
- Dr. Heidrich Gábor
- Dr. Kiss Márta
- Dr. Kovács Tamás
- Dr. Magyar Károly
- Molnár Albert
- Dr. Nagy László
- Dr. Orosz Árpád
- Dr. Polgárné dr. Vida Judit
- Dr. Sisák Péter
- Dr. Soós Gyula

### Korábbi tagjai
- Dr. Lomnici Zoltán (elnök: 2002. június 25. – 2008. június 25.)

## Működése
Az OIT nem nyilvános üléseket tartott legalább havonta egyszer, és napirend szerinti előterjesztéseket, javaslatokat tárgyaltak meg tagjai. Határozatait nyílt szavazással szavazta meg, de titkos szavazást tartott személyi kérdésekben. A tanács akkor volt határozatképes, ha tagjainak legalább kétharmada jelen volt. Az üléseken állandó meghívottként részt vett az OIT Hivatalának vezetője, és esetenként más meghívottak is.
Az OIT döntéseinek előkészítését, illetve azok végrehajtását az Országos Igazságszolgáltatási Tanács Hivatala (OITH) végezte.